# المسجد (بني سعد)

تعديل مصدري - تعديل

المسجد هي إحدى قرى عزلة بني الازراق بمديرية بني سعد التابعة لمحافظة المحويت، بلغ تعداد سكانها 259 نسمة حسب تعداد اليمن لعام 2004.